# Splinter Cell: Essentials
Tom Clancy's Splinter Cell:  Essentials är ett action-äventyrsspel med stor tonvikt på stealth. Det är en del av Splinter Cell-serien och släpptes för PlayStation Portable bärbar konsol. Den utvecklades av Ubisoft Montreal och publicerades av Ubisoft den 21 mars 2006 i Nordamerika. Det är den fjärde delen i serien och gjor med Unreal Engine 2.0.